# Ihr 106. Geburtstag (film 1958)
Ihr 106. Geburtstag (conosciuto anche come Der Stolz der Familie) è un film del 1958 diretto da Günther Lüders.

## Produzione
Il film fu prodotto dalla Central Cinema Company Film (CCC).

## Distribuzione
Distribuito dalla Neue Filmverleih, uscì nelle sale cinematografiche della Germania Ovest il 21 agosto 1958. La Casino Film Exchange lo distribuì negli Stati Uniti in versione originale senza sottotitoli.